# Charles Hamilton (évêque)
Pour les articles homonymes, voir Charles Hamilton et Hamilton.
Charles Hamilton (né en 1834 et mort en 1919) est un évêque anglican canadien. Il est le premier archevêque d'Ottawa et métropolitain du Canada.

## Biographie
Charles Hamilton est né en 1834. Il étudie au University College à Oxford au Royaume-Uni.
En 1884, il devient l'évêque du diocèse de Niagara (en) en Ontario au Canada. En 1896, il est transféré au diocèse d'Ottawa. En 1909, il est élu métropolitain du Canada, puis, en 1912, de l'Ontario.
Il est décédé en 1919.